# Сертиль
Сертиль (таб. Сертӏил) — село в Табасаранском районе Дагестана. Входит в сельское поселение «Сельсовет Гуминский».

## География
Расположено в 6,5 км к юго-западу от районного центра с. Хучни, в 1,5 км к западу от с. Гасих, в 1 км к северу от сёла — Ханак.

## История
Время образования села Сертиль точно неизвестно. Состав жителей постоянно менялся. Предположительно в 13 веке  в Сериль перебрались жители местности «Цӏумагъ».Потом, примерно в 16—17 веках в село перебрались жители местности «Къярдихъ» и «Къухрар». После перебрались жители местности «Лага». В 1950—1954 годах в село переехали жители соседних маленьких сёл «Жагърик» и «Кюлжигъ». В 1960-1964 годах часть жителей села переехали в село Салик Дербентского района по программе переселения неперспективных сёл. В нижнюю часть села «Гарик» (Гьарихъ) перебрались жители местности «Рякъюлар» и «Кюшгъяр» приблизительно в 16—17 веках.

## Достопримечательности
«Гъулгунин хул» — место схода жителей близлежащих сёл для решения важных вопросов для данной местности. В военное время так же собирались и жители отдалённых сёл. Имеется ограждённое стеной место для совершения коллективного намаза. «Рабхри хьар» — пещера. «Чамплин гъарзар» — высокая скала. «Уршин пирар» — место, куда ходят для зикр во время засухи.

## Инфраструктура

### Здравоохранение
- Фельдшерский пункт.[2]

## Население
| 1895 | 1926 | 1939 | 1970 | 1989 | 2002 | 2010 |
| ---- | ---- | ---- | ---- | ---- | ---- | ---- |
| 152  | ↗166 | ↗211 | ↗236 | ↗280 | ↗368 | ↗400 |
| 2021 |      |      |      |      |      |      |
| ↘315 |      |      |      |      |      |      |

## Известные жители и уроженцы
- Касимов, Пирмагомед Пирмагомедович (1941—2015) — табасаранский поэт, писатель, публицист, заслуженный работник культуры Дагестана[10]